# Красная Заря (Червенский район)
Красная Заря (бел. Чырвоная Зара), народное название Западня — бывшая деревня в Червенском районе Минской области Беларуси на территории Рованичского сельсовета.

## Географическое положение
Располагалась в 25 километрах к северо-востоку от Червеня, в 70 км от Минска, в 600 метрах от северной оконечности деревни Новый Путь (Восход).

## История
В 1921 году на землях бывшего имения Бояры-Володута был организован совхоз имени Червякова. 20 августа 1924 года населённый пункт вошёл в состав вновь образованного Рованичского сельсовета Червенского района Минского округа (с 20 февраля 1938 — Минской области). Согласно переписи населения СССР 1926 года совхоз имел название Бояры-Володута. В это время и последующие годы Володута была разделена на несколько отдельных населённых пунктов, располагавшихся на определённом расстоянии друг от друга: центральная часть называлась Новый Путь (ныне южная часть Нового Пути), к северу от Нового Пути располагался населённый пункт Восход (ныне северная часть Нового Пути), к северо-западу от Восхода находился посёлок Красная Заря. Во время Великой Отечественной войны деревня была оккупирована немецко-фашистскими захватчиками в начале июля 1941 года. В лесах в районе деревни развернули активную деятельность партизаны бригад «Разгром» и имени Щорса. Освобождена в начале июля 1944 года. По воспоминаниям жителей деревни Новый Путь, Красная Заря насчитывала от 8 до 10 домов. В 1966 году деревни Восход и Красная Заря были объединены с Володутой. Как минимум на 1985 год бывший населённый пункт разрушен, какие-либо строения на его территории отсутствуют.

## Население
- 1985 — постоянное население отсутствует